# Franz Wamprechtsamer

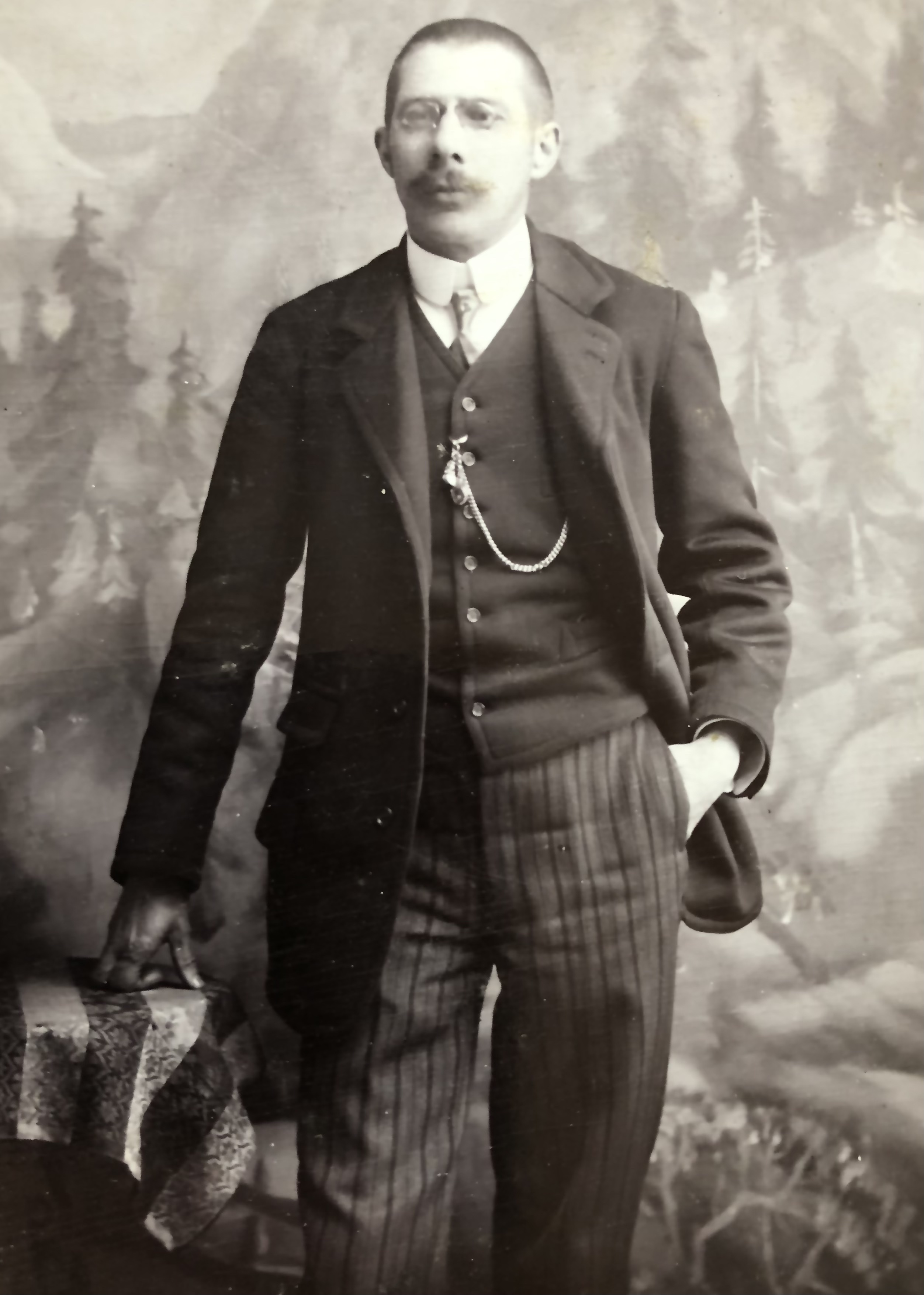
Porträt von Franz Wamprechtsamer im Alter von etwa 30 Jahren

Franz Sales Wamprechtsamer (* 26. August 1873; † 26. Februar 1956) war ein österreichischer Pädagoge, Initiator und Mitgründer der ersten Bauernschule Österreichs in Gröbming, aus der später die Landwirtschaftsschule hervorging. Während seines Lebens verfasste Wamprechtsamer auch mehrere Lehrbücher.

## Leben
Franz Sales Wamprechtsamer wurde am 26. August 1873 als Sohn des Tischlermeisters Alois Wamprechtsamer und dessen Gattin in Wildon in der Steiermark geboren. Während sein jüngere Bruder Alois Wamprechtsamer Jr. den Handwerksberuf zum Goldschläger in Graz erlernte und im In- und Ausland verfeinerte, schlug Franz Wamprechtsamer eine pädagogische Laufbahn ein.
Am 11. Mai 1896 heiratete Wamprechtsamer in Mariazell in der Steiermark seine Frau Leopoldine (geb. Schweighofer, * 13. Oktober 1878; † 17. November 1917) und lebte mit ihr für einige Jahre in der benachbarten Gemeinde Gußwerk im Bezirk Bruck-Mürzzuschlag, von wo aus er als Volksschullehrer arbeitete. In dieser Zeit wurden vier ihrer fünf Kinder, Leopoldine Maria-Aloisia (* 20. Juni 1897; † 4. Juni 1912), Maria Wilhelmine (* 27. Mai 1898; † 27. Juni 1898), Emmerich (* 2. Februar 1900; † 23. November 1942) und Hilda (* 15. August 1901; † 24. September 1901), geboren.

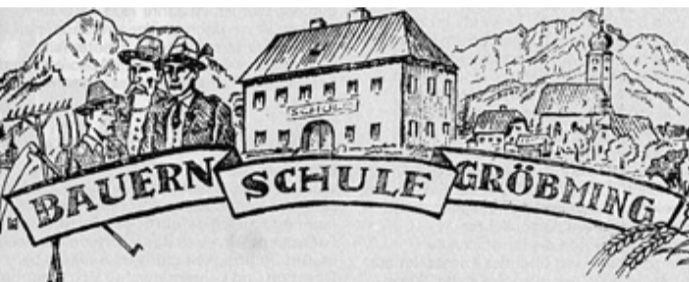
Gedruckter Briefkopf der Bauernschule Gröbming

Um 1902 übersiedelte Wamprechtsamer mit seiner Familie ins Ennstal, wo er eine Arbeitsstelle als Oberlehrer und Direktor der Volksschule Gröbming annahm.

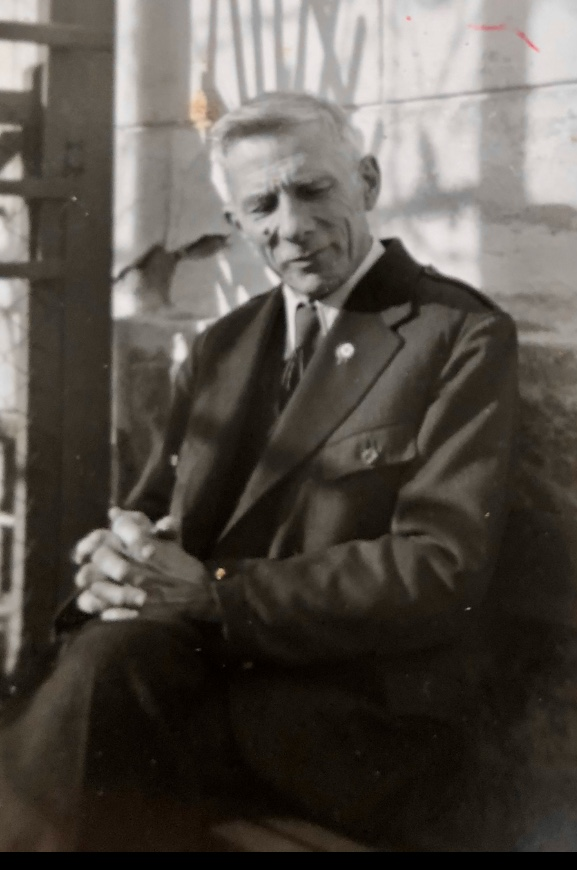
Franz Wamprechtsamer im Alter von etwa 80 Jahren vor seinem Haus in Graz-Puntigam.

Angeregt durch Bildungsreisen in Dänemark, Schleswig-Holstein, Sachsen und dem Rheinland gründete Franz S. Wamprechtsamer als Volksschullehrer am 1. November 1903 gemeinsam mit dem Pfarrer Pater Engelbert Möstl (* 18. Oktober 1845; † 10. Dezember 1906) und dem Bauern Franz Haiger in Gröbming im steirischen Ennstal die erste Bauernschule Österreichs. Neben seiner regulären Tätigkeit als Lehrer in der Volksschule im Gebäude des heutigen Rathauses konnten Burschen und Mädchen ab dem 14. Lebensjahr in den weniger arbeitsintensiven Wintermonaten eine weiterführende Schulbildung genießen. Im ersten Lehrgang unterrichtete Wamprechtsamer dort von 1903 bis 1904 jeden Sonntagvormittag nach dem obligaten Kirchbesuch 23 Bauernkinder für etwa zwei Stunden (Sonntagsschule). Neben der Vermittlung theoretischer Inhalte lag der Fokus dieser bäuerlichen „Sonntagsschule“ im anschaulichen Unterricht außerhalb des Gebäudes. So wurden Felder- und Wiesenbegehungen sowie Besichtigungen von neuen landwirtschaftlichen Geräten durchgeführt, und am Ende eines jeden Schuljahres wurde eine größere Lehrreise veranstaltet. Für seinen Unterricht verfasste er die bis dahin noch nicht existierenden Lehr- und Lesebücher selbst.
Am 25. Februar 1904 kam ihr jüngster Sohn Arthur Anton in Gröbming zur Welt.
Die Familie Wamprechtsamer musst auch schwere Schicksalsschläge hinnehmen. Im Juni 1912 verstarb die älteste Tochter Maria-Aloisia, im November 1917 verstarb seine Gattin nach 21 Ehejahren im Alter von 39 Jahren. Der älteste Sohn Emmerich, 1941 als Lehrer zum Aufbau des Schulwesens in der Untersteiermark für den Kreis Marburg rechts einberufen, wurde im November 1942 von Partisanen ermordet. Arthur Anton, der jüngste Sohn der Familie, ist im Zweiten Weltkrieg vermisst und 1950 offiziell als tot erklärt.
Im Jahr 1918 folgte Wamprechtsamer einer Berufung als Direktor an eine Schule in Graz. Mit seinem Nachfolger Friedrich Pribitzer erfolgte die Eingliederung der ältesten bäuerlichen Fortbildungsschule Österreichs in das St.-Martin-Bildungswerk unter Leitung von Josef Steinberger, woraus die erste Landwirtschaftsschule hervorging. Heute ist die Fachschule Gröbming eine moderne Ausbildungsstätte in den Bereichen Betriebsdienstleistung, Tourismus, Gesundheit und Soziales.
Am 26. Februar 1956 verstarb Wamprechtsamer im 83. Lebensjahr und ist am Stadtfriedhof Graz St. Peter begraben.
Mit seinen Ideen zum Aufbau eines weiterführenden Schulwesen für die bäuerliche Bevölkerung war Wamprechtsamer ein Pionier der landwirtschaftlichen Fortbildung in Österreich und ähnlich denkenden Kollegen um Jahre voraus. Seine Nachfahren setzen die Visionen Wamprechtsamers fort und sind mittlerweile in 4. Generation in Lehre und Forschung tätig.

## Lehrbücher und Werke
- Der naturkundliche Unterricht an landwirtschaftlichen Fortbildungsschulen: Ein Leitfaden für Lehrer an solchen Anstalten sowie für den Selbstunterricht. Karl Graeser (Verleger), Wien 1908.[7]
- Lehr- und Lesebuch für landwirtschaftliche Fortbildungsschulen (zusammen mit Heinrich Hipsch). 4. Auflage. Karl Graeser (Verleger), Wien 1910.
- Die Bekämpfung der Wiesenunkräuter. Eine zeitgemäße Betrachtung zur Verbesserung unserer Wiesenkultur. Gerold & Sohn Verlag, 1914.[8]
- Die Erziehung der bäuerlichen Jugend im nachschulpflichtigen Alter: Ein Beitrag zur Gründung ländlicher Fortbildungskurse in Österreich. Verlag Haase, Prag 1916.[9]
- Katechismus der Bodenkunde. Zur Fortbildung für bäuerliche Fortbildungsschulen. Leykam Buchverlag, Graz 1928.
- Katechismus des Pflanzenbaues. Zur Fortbildung für bäuerliche Fortbildungsschulen. Leykam Buchverlag, Graz 1928.[10]
- Katechismus der Tierkunde. Zur Fortbildung für bäuerliche Fortbildungsschulen. Leykam Buchverlag, Graz 1928.[11]
- Österreichisches Bauernbuch – Kleine Ausgabe (zusammen mit Heinrich Hipsch). Karl Graeser (Verleger), Wien 1928.[12]
- Bauer und Heimat. Ein Buch für bäuerliche Fortbildungsschulen und für das deutsche Bauernhaus. Styria Verlag, Graz 1928.[13]
- Kurze Geschichte der Steirischen Landwirtschaft. Für Schule und Bauernhaus. Styria Verlag, Graz 1929.[14]
- Sammlung agrarischer Gesetze und Verordnungen für landwirtschaftliche Fortbildungsschulen. K. k. Schulbücherverlag, Wien.[15]

## Ehrungen

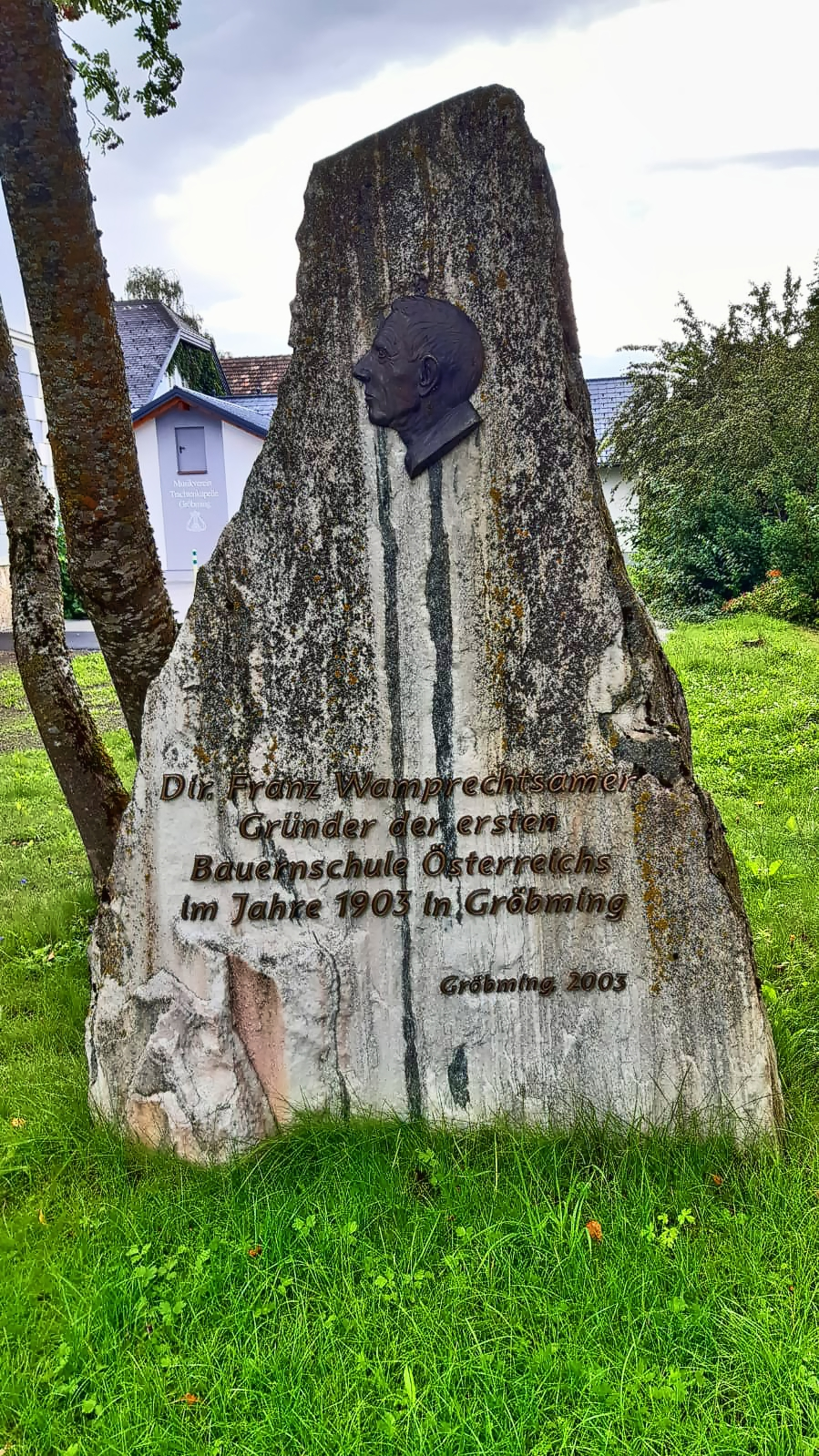
Wamprechtsamer-Denkmal

- Zum Geburtstag von Kaiser Franz Joseph I. wurde Wamprechtsamer am 18. August 1917 das Kriegskreuz für Zivilverdienste 3. Klasse verliehen.[16]
- 2003 wurde neben dem Gemeindeamt in Gröbming ein Denkmal für Wamprechtsamer geschaffen und außerdem eine Straße und eine Siedlung nach ihm benannt: die Wamprechtsamerstraße[17] und die Wamprechtsamer-Siedlung.
- 2020 wurde Wamprechtsamer im Heimatmuseum Gröbming eine Kurzbeschreibung auf der „Wand der berühmten Gröbminger“ gewidmet.

## Zitate
„Der Bauer ist doch der erste Mann, der manchen Hunger stillen kann; wenn auf der Welt kein Bauer wär, ging es so manchen ziemlich schwer“ – Wamprechtsamer, 1928